# Cremosperma serratum
Cremosperma serratum är en tvåhjärtbladig växtart som beskrevs av Conrad Vernon Morton. Cremosperma serratum ingår i släktet Cremosperma och familjen Gesneriaceae. Inga underarter finns listade i Catalogue of Life.